# 이타카촌
이타카촌(猪高村)은 아이치현 아이치군에 설치되었던 촌이다. 현재의 나고야시 메이토구와 일부 지쿠사구에 해당한다.